# Kristin Feireiss
Kristin Feireiss-Commerell (geboren 1. Juli 1942 in Berlin; gestorben 20. April 2025 ebenda) war eine deutsche Ausstellungskuratorin und Mitgründerin des Architekturforums Aedes in Berlin.

## Leben
Kristin Lang wurde als drittes Kind des Textilkaufmanns Hans Lang und seiner Frau Mady, geb. Neckermann geboren. Da ihre Eltern 1948 bei einem Autounfall starben, wuchs sie im Haus ihres Onkels, des Versandhausgründers und Dressurreiters Josef Neckermann auf.
Ihr Berufsleben begann sie als Journalistin im Springer-Verlag. Sie hatte eine Teilzeit-Festanstellung beim Internationalen Design Zentrum Berlin, als sie zusammen mit Helga Retzer 1980 das Architekturforum Aedes gründete, das sie nach dem unerwarteten Tod von Retzer 1984 alleine weiterführte. In Rotterdam leitete sie von 1996 bis 2001 das Niederländische Architekturinstitut (NAi); 2001 war sie Kommissarin des niederländischen Pavillons auf der Architekturbiennale in Venedig. Seit 2009 betrieb sie gemeinsam mit Hans-Jürgen Commerell das Architekturforum Aedes in Berlin, ein Zentrum des internationalen Architekturdiskurses.

## Wirken
Feireiss wirkte an einer Vielzahl von Schriften zur Architektur und zu Architektur-Ausstellungen als Herausgeberin und als Autorin des Vorworts mit.
1995 erhielt sie den Literaturpreis des DAI und am 23. März 2001 den Verdienstorden der Bundesrepublik Deutschland (Verdienstkreuz am Bande). Seit 2007 war sie Ehrendoktoringenieurin der TU Braunschweig. Am 17. Mai 2013 wurde sie mit dem königlich-niederländischen Orden »Ritter im Orden vom Niederländischen Löwen« geehrt. Sie war Ehrenmitglied des Royal Institute of British Architects.
2024 erhielt sie den nach fünf Jahren erstmals wieder verliehenen Fritz-Schumacher-Preis für Städtebau und Baukultur des Senat der Freien und Hansestadt Hamburg.
Feireiss hatte zwei erwachsene Kinder und war in zweiter Ehe verheiratet mit dem Fotografen Hans-Jürgen Commerell. Sie verschied am 20. April 2025 nach kurzer schwerer Krankheit im Alter von 82 Jahren in ihrer Geburtsstadt Berlin.

## Schriften (Auswahl)
- mit Lukas Feireiss: Architecture of change: sustainability and humanity in the built environment. Die Gestalten Verlag, Berlin 2008, ISBN 978-3-899-55211-9.
- mit Brad Pitt: Architecture in times of need: Make It Right rebuilding New Orleans’ Lower Ninth Ward. Prestel, München 2009, ISBN 978-3-791-34276-4.
- Wie ein Haus aus Karten. Die Neckermanns – meine Familiengeschichte. Ullstein Verlag, Berlin 2012, ISBN 978-3-550-08899-5.